# Wenlock Edge
Wenlock Edge – wapienna skarpa w pobliżu Much Wenlock w hrabstwie Shropshire w Wielkiej Brytanii, uformowana ok. 400 milionów lat temu. Ma 24 km długości i przebiega z południowego zachodu na północny wschód pomiędzy Craven Arms i Much Wenlock. Ma wysokość ok. 330 m n.p.m. Większość zbocza pokrywa dobrze zachowany las liściasty biegnący wzdłuż skarpy.

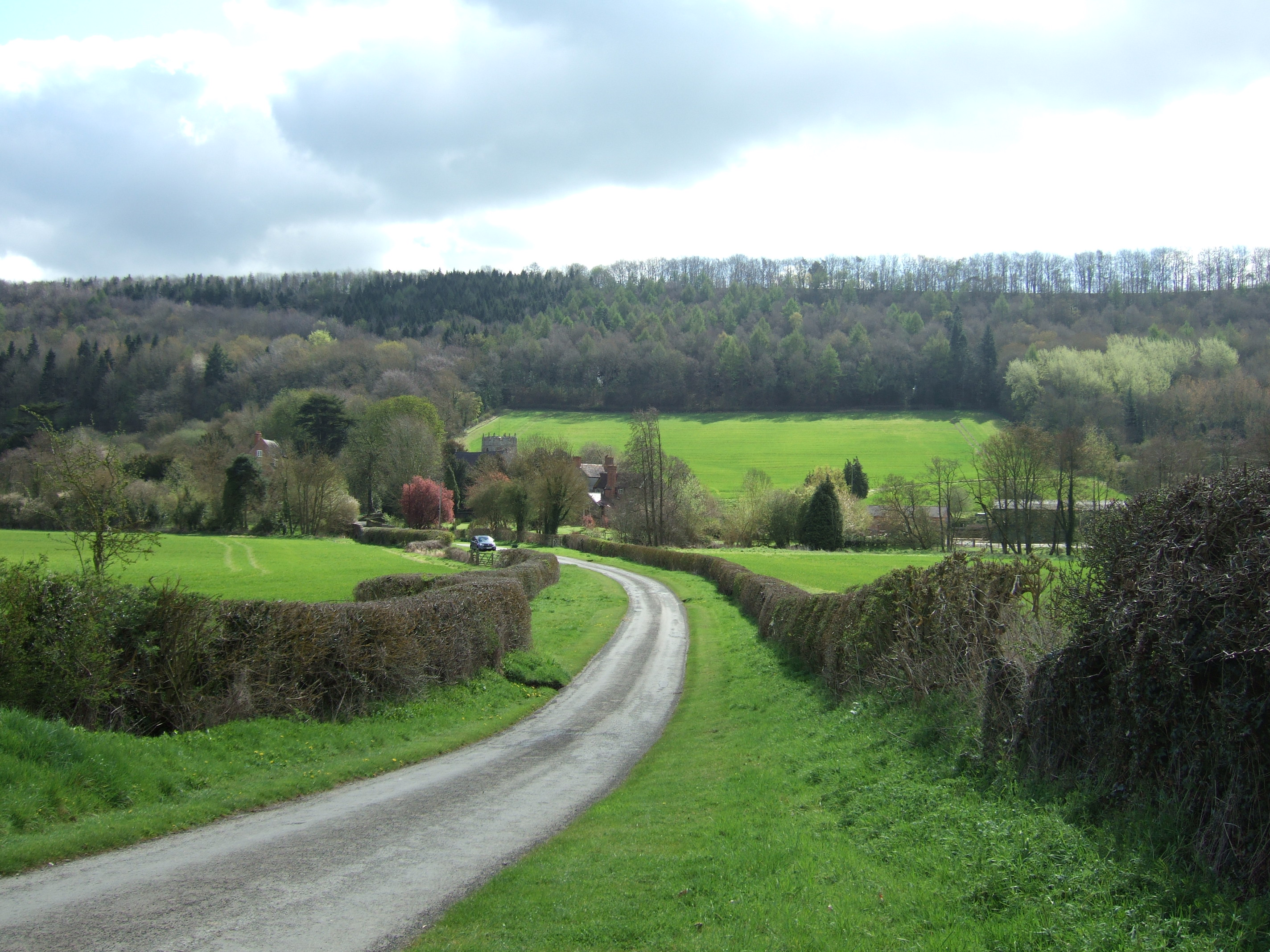
Wenlock Edge w okolicy Eaton under Heywood

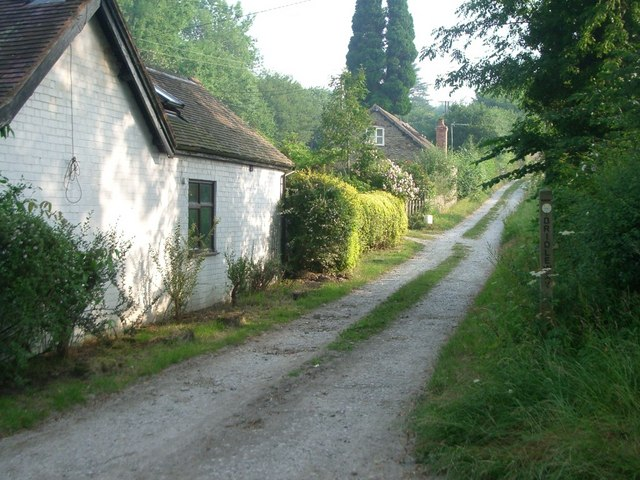
Jack Mytton Way, okolice Rushbury, Wenlock Edge, Shropshire

Wenlock Edge jest prawdopodobnie najbardziej znane jako miejsce akcji wiersza Alfreda Edwarda Housmana "On Wenlock Edge the Wood's in Trouble". Ralph Vaughan Williams skomponował utwór "On Wenlock Edge" w 1909. Miejsce jest też tematem wielu prac artysty malarza L. S. Lowry, z których najbardziej znany jest rysunek w ołówku pt. "A Bit of Wenlock Edge" przedstawiający las na skarpie.
W 2005 Wenlock Edge pokazano w programie telewizyjnym BBC Seven Natural Wonders jako jeden z "cudów" obszaru Midlands.
Na Wenlock Edge leży wiele interesujących zabytków, takich jak wieża Flounder's Folly z 1838, XVI-wieczny dworek Wilderhope Manor oraz Shipton Hall, a także szlaki piesze, m.in. Shropshire Way i drogi do jazdy konnej, takie jak Jack Mytton Way. Teren jest popularny wśród turystów, amatorów pieszych wycieczek po wzgórzach, kolarstwa górskiego i jeździectwa.
Na Wenlock Edge znajdowała się posiadłość Roberta Harta Highwood Hill, w której, na terenie małego sadu jabłkowo-gruszkowego, w latach 60.–90. XX w. stworzył on modelowy leśny ogród, będący pionierskim przedsięwzięciem tego rodzaju w klimacie umiarkowanym.

## Legendy
Ippikin's Rock
Miejscowa legenda opowiada o złodzieju i bandycie o imieniu Ippikin, który zakopał swoje złodziejskie łupy w pobliżu skarpy. Okoliczna ludność była zastraszona przez jego bandę, lecz w końcu w czasie burzy na jaskinię zbójców spadł ogromny głaz, grzebiąc całą bandę żywcem. Głaz nosi nazwę Ippikin's Rock. Według legendy, ktokolwiek stanie na skarpie i sprowokuje ducha łotra mówiąc "Ippikin, Ippikin, keep away with your long chin", zostanie przez niego zepchnięty ze skarpy.
Major's Leap (Skok Majora)
Podczas angielskiej wojny domowej (1642–1651) major Thomas Smallman z pobliskiego dworu Wilderhope Manor był urzędnikiem rojalistów zmuszonym do ucieczki z dworu przed zbliżającymi się siłami Cromwella. Ponieważ przewoził ważne depesze, został osaczony z dwóch stron na Wenlock Edge. Zamiast się poddać, popędził konia w dół skarpy, spadając ok. 60 metrów. Zabił w ten sposób konia, ale sam przeżył, spadając na jabłoń. Doszedł pieszo do Shrewsbury, gdzie doręczył depesze. Miejsce, gdzie skoczył, nazwane jest Major's Leap i jest uważane za nawiedzone przez duchy majora i jego konia. Jego historia była inspiracją zakończenia powieści Mary Webb Gone to Earth (1917).

## Dojazd

### Autobus
W 2012 wprowadzono wahadłową linię autobusową Shropshire Hills Shuttle service kursującą wiosną i latem w weekendy oraz święta bankowe. Trasa, zwana "Wenlock Wanderer", łączy miasta Much Wenlock i Church Stretton, i prowadzi głównie drogą B4371 po górnej krawędzi Wenlock Edge. Autobus dojeżdża do Ticklerton, Acton Scott i Marshbrook na południe od Church Stretton. Autobus rozpocznie kursowanie ponownie od Wielkanocy 2013.